# Сквер Василия Бузина
Сквер Василия Бузина — сквер в Ленинском районе Севастополя, на улице Пушкина на самом краю обрыва Южной бухты. Разбит после Великой Отечественной войны на месте разрушенных зданий.
6 мая 1974 года был назван именем Василия Ивановича Бузина, начальника городского отдела милиции, который погиб на боевом посту при обороне Севастополя в 1942 году. Имя Василия Ивановича Бузина занесено в первый том Книги Памяти Севастополя. «Погиб на мысе Херсонес 2 июля 1942 года» — так официально писали о гибели многих защитников Севастополя в последние дни обороны 1941—1942 годов, даже если не было каких — либо документальных сведений. Орден знака почета № 5366, как было установлено после запроса в центральный архив МО РФ в Подольске, принадлежащий В. И. Бузину был найден в 2009 году на 35-й батарее.
На территории сквера располагаются:
- часовня в честь Святого благоверного великого князя Александра Невского,
- колонна с бюстом А. С. Пушкина[5]  Объект культурного наследия народов РФ регионального значения. Рег. № 921711298610005 (ЕГРОКН),
- памятник Василию Ивановичу Бузину, торжественно открыт в ноябре 2011 года, проект народного художника Украины, скульптора С. А. Чижа[6],
- памятник работникам милиции, погибшим при защите Севастополя в 1941—1942 годах,
- памятник ликвидаторам и пострадавшим в результате аварии на Чернобыльской АЭС и других ядерных аварий.

## Галерея

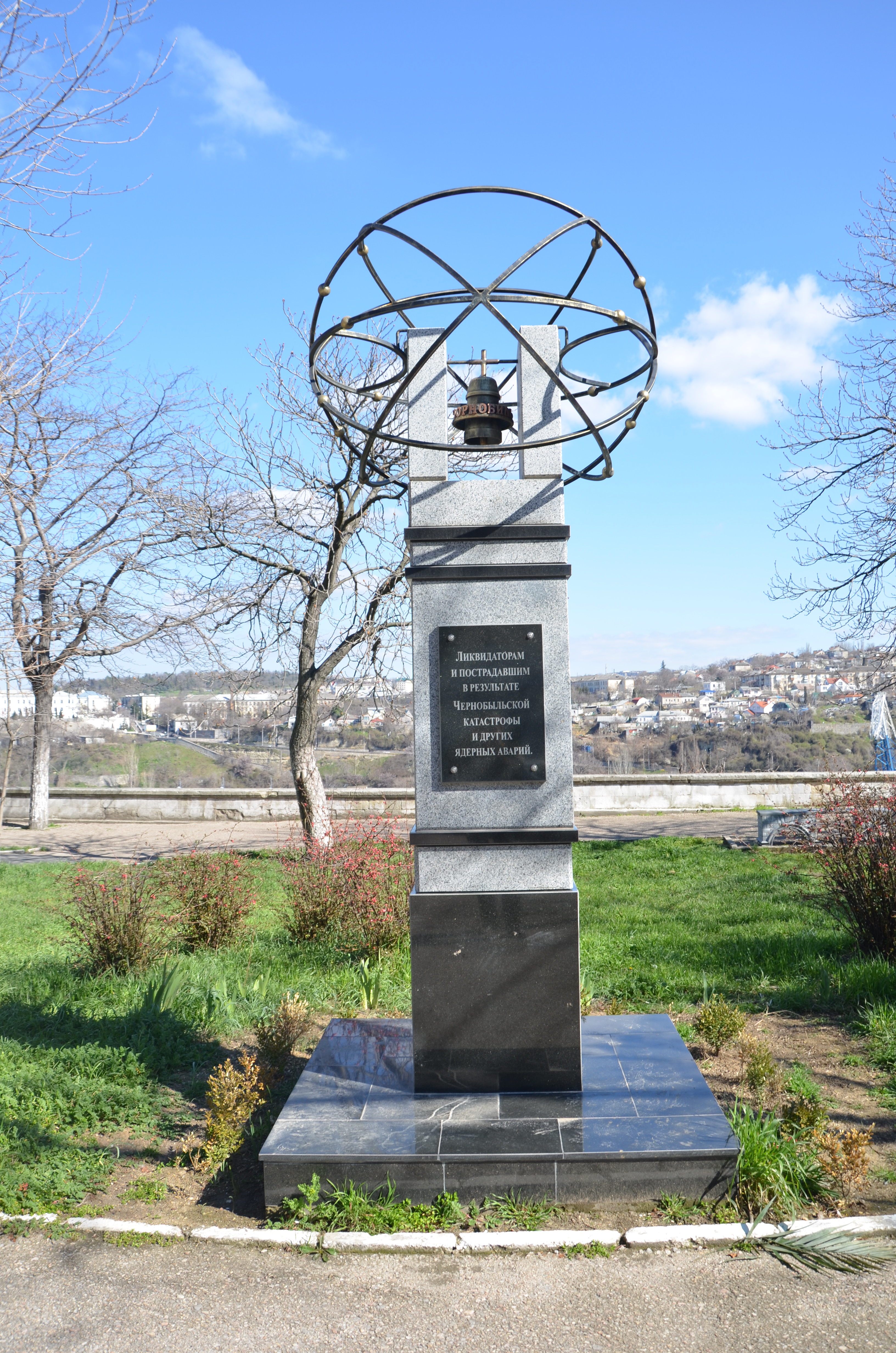
Памятник ликвидаторам последствий аварии на Чернобыльской АЭС
Памятник Пушкину